# Tarso Marques
Tarso Anibal Santanna Marques (Curitiba, Brasil; 19 de enero de 1976) es un expiloto de automovilismo brasileño. Hizo su debut en Fórmula 1 en el Gran Premio de Brasil de 1996 con el equipo Minardi, donde corrió en sus 24 apariciones en el campeonato. Luego de correr en F1, lo hizo en CART/Champ Car y Stock Car Brasil.

## Resultados

### Fórmula 1
(Clave) (negrita indica pole position) (cursiva indica vuelta rápida)

| Año     | Escudería           | 1       | 2       | 3       | 4       | 5      | 6       | 7       | 8       | 9       | 10      | 11      | 12      | 13      | 14     | 15      | 16      | 17     | Pos. | Puntos |
| ------- | ------------------- | ------- | ------- | ------- | ------- | ------ | ------- | ------- | ------- | ------- | ------- | ------- | ------- | ------- | ------ | ------- | ------- | ------ | ---- | ------ |
| 1996    | Minardi Team        | AUS     | BRA Ret | ARG Ret | EUR     | SMR    | MON     | ESP     | CAN     | FRA     | GBR     | GER     | HUN     | BEL     | ITA    | POR     | JPN     |        | NC   | 0      |
| 1997    | Minardi Team        | AUS     | BRA     | ARG     | SMR     | MON    | ESP     | CAN     | FRA Ret | GBR 10  | GER Ret | HUN 12  | BEL Ret | ITA 14  | AUT    | LUX Ret | JPN Ret | EUR 15 | 25º  | 0      |
| 2001    | European Minardi F1 | AUS Ret | MYS 14  | BRA 9   | SMR Ret | ESP 16 | AUT Ret | MON Ret | CAN 9   | EUR Ret | FRA 15  | GBR DNQ | GER Ret | HUN Ret | BEL 13 | ITA     | USA     | JPN    | 22°  | 0      |
| Fuente: |                     |         |         |         |         |        |         |         |         |         |         |         |         |         |        |         |         |        |      |        |

### Turismo Competición 2000
| Año  | Equipo                 | Auto            | 1    | 2   | 3  | 4   | 5   | 6   | 7   | 8   | 9   | 10  | 11 | 12    | 13  | 14  | Res. | Puntos |
| ---- | ---------------------- | --------------- | ---- | --- | -- | --- | --- | --- | --- | --- | --- | --- | -- | ----- | --- | --- | ---- | ------ |
| 2006 |                        |                 | BA I | OLA | CR | VIE | SFE | SJU | SRA | RES | CUR | SMM | GR | BA II | OBE | PAR | -    | -      |
| 2006 | Honda Petrobras Podium | Honda Civic VII |      |     |    |     |     |     |     |     |     |     |    | Ret   |     |     | -    | -      |